# Centropogon glaucotomentosus
Centropogon glaucotomentosus är en klockväxtart som beskrevs av Franz Elfried Wimmer. Centropogon glaucotomentosus ingår i släktet Centropogon och familjen klockväxter. Inga underarter finns listade i Catalogue of Life.